# Resolució 2036 del Consell de Seguretat de les Nacions Unides
La Resolució 2036 del Consell de Seguretat de les Nacions Unides fou adoptada per unanimitat el 22 de febrer de 2012. Recordant la Resolució 1744, i preocupat per la greu situació humanitària a Somàlia, el consell demana a la Unió Africana que augmenti el nivell de tropes de l'AMISOM en 5.731 efectius fins a 17.700, per tal de reprimir l'amenaça d'Al-Xabab, que s'havia unit a Al Qaeda, i altres grups terroristes i donar suport al Govern Federal de Transició de Somàlia. A més, el suport logístic de l'ONU es va estendre fins al 31 d'octubre de 2012.
El Consell va demanar reforçar la seguretat de les àrees controlades per AMISOM i establir una estructura administrativa sostenible, puix que el 20 d'agost de 2012 s'acabava el període de transició a Somàlia. També va exigir als Estats membres que s'impedís l'exportació de carbó vegetal, ja que era un mitjà de finançament dels terroristes.